# Phố Hàng Phèn
Hàng Phèn là một phố nằm trong khu phố cổ Hà Nội, dài khoảng 100m, đi từ phố Thuốc Bắc đến phố Hàng Gà.

## Lịch sử
Đây nguyên là đất thôn Đông Thành Thị, tổng Tiền Túc, huyện Thọ Xương cũ, nay là phường Hàng Bồ, quận Hoàn Kiếm. Thời Pháp thuộc phố còn được gọi là phố Chợ Cũ (Rue du Viex Marché). Năm 1945, phố chính thức được đặt tên là Hàng Phèn.
Phố Hàng Phèn là một trong những phố cổ nhỏ của Hà Nội, với những ngôi nhà một tầng cũ kỹ.

## Đặc điểm
Cũng như nhiều con phố khác trong khu phố cổ Hà Nội, những tên phố được đặt theo mặt hàng chuyên được sản xuất và mua bán. Trước đây, phố này là nơi chuyên bán các loại phèn như phèn đen, phèn xanh, phèn chua, nhất là phen chua để lọc nước sông, nước hồ cho người dân Hà Nội và các tỉnh lân cận.
Ngoài mặt hàng này, hiện nhiều gia đình ở phố Hàng Phèn còn kinh doanh các mặt hàng khác như ăn uống, tạp hóa, quần áo thời trang đáp ứng nhu cầu của người dân trong khu phố cổ.